# Chant IV de l'Énéide

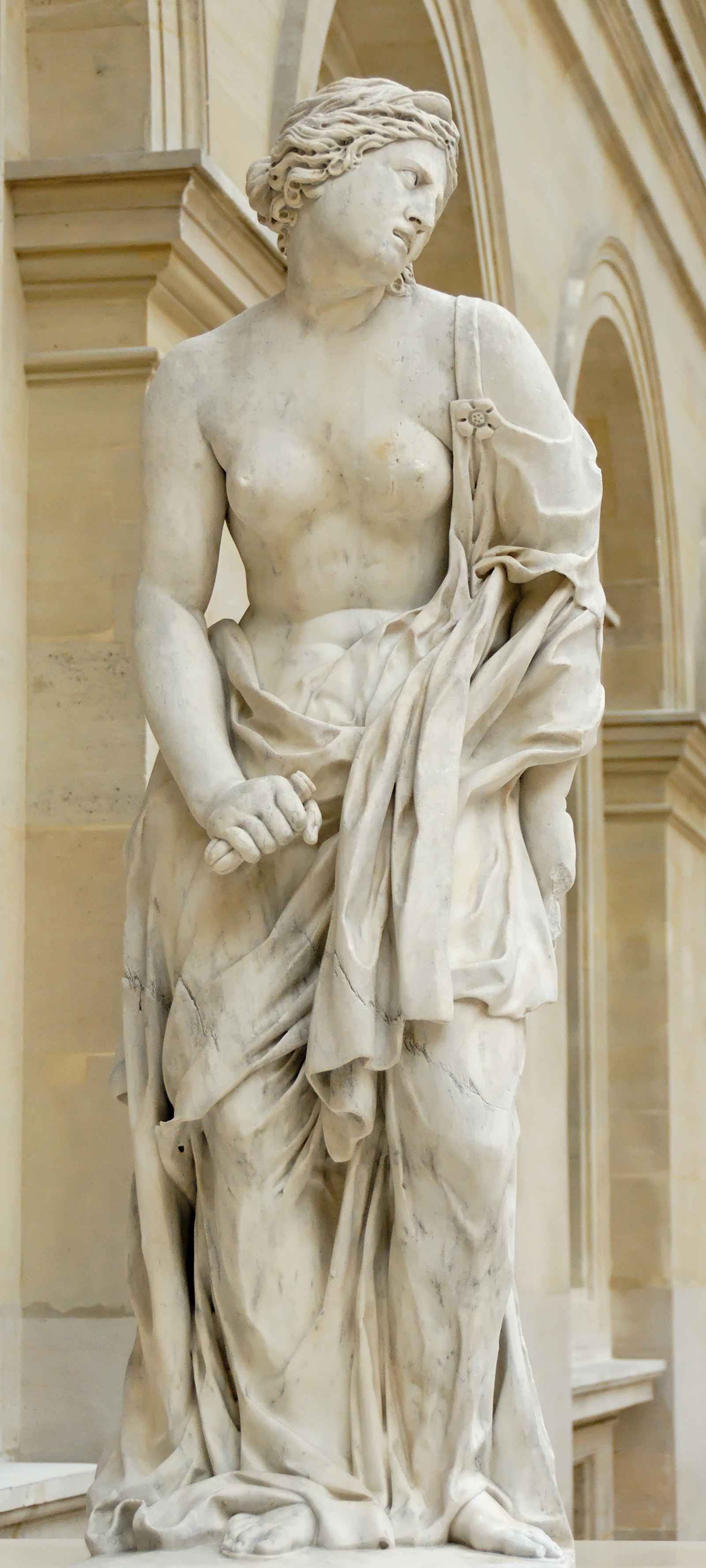
Didon, statue de marbre de Christophe Cochet, Musée du Louvre

Le Chant IV de l‘Énéide est le chant qui raconte l'idylle de Didon et Énée à Carthage, le départ d'Énée et la mort de Didon.

## Résumé
Après la machination de Cupidon et Vénus, inquiète de l’accueil réservé à son fils, Didon se sent démunie : pleine de sentiments pour Énée, elle s’empresse de confier à sa sœur Anne qu’elle est éprise comme jamais elle ne pensait que cela eût été possible depuis la mort de Sychée (son aveu commence au vers 9 par la célèbre phrase : « Anna soror, quae me suspensam insomnia terrent ! » : « Anne, ma sœur, quels songes terrifiants me laissent perplexe ! »). Didon se comporte en amoureuse, et organise, pour elle et celui qu’elle aime, une partie de chasse pendant laquelle Junon propose à Vénus d’inciter les deux amants à consommer leur amour. La promesse d’union a Junon pour témoin, Ascagne et les autres compagnons de la partie se dispersent pour échapper à la tempête, tandis que les deux amants trouvent refuge et s'aiment dans une grotte, comme l’annonçait la veille le souhait de Vénus.
Fama, déesse de la renommée, fait circuler une rumeur de mauvaise vie qui parvient au cœur de Iarbas, roi de Gétulie et prétendant de Didon avant son mariage, qui, toujours amoureux et jaloux, prie Jupiter de porter malheur à des amours qu’il juge indécentes. Jupiter accepte la prière du pieux roi, et charge Mercure de changer la destinée qui se joue. Énée, à qui Mercure reproche l'oisiveté dans un premier temps, est arrêté net dans ses ambitions d’amoureux de fonder là où il se trouve la nouvelle Troie, ce qui lui permettrait de rester aux côtés de Didon. Mercure le rappelle à l’ordre de sa destinée et du souhait des dieux, ajoutant qu’il ne lui est pas permis de décider de surcroît du destin d’Ascagne. Énée tergiverse, puis ordonne à ses soldats de préparer la flotte et les équipages à un départ en secret, sans rien en dire à son aimée, jusqu'à ce que Fama intervienne à nouveau : Didon rencontre son amant, lui rappelle la grande insécurité dans laquelle il la mettrait s'il partait ainsi après avoir compromis son honneur, aux mains de son amant éconduit Iarbas et de son frère Pygmalion, qui en veut à son trône, sans parler de la descendance qu’elle espérait, désormais impossible. Énée y oppose le souhait des dieux, l'abnégation due à son destin et le fait qu’il ne l’a pas demandée en mariage, tout en se défendant de sa bonne foi :

« Et ce fatal départ, qui m'arrache au bonheur,

Est l'arrêt du destin, non le vœu de mon cœur. »

— Traduction de Jacques Delille
Didon fait appel en dernier recours à sa sœur Anne, au nom de la complicité que celle-ci avait avec son amoureux, mais celle-ci n'arrive pas davantage à fléchir le héros. Décidée à mettre fin à ses jours, la reine monte un stratagème pour garder secret ce dessein : elle annonce à sa sœur qu’elle veut rendre visite à une nymphe massyle douée de pouvoirs magiques, mélange d'une sorcière et d’une magicienne, afin de se défaire de son sentiment amoureux. Elle prend son oracle pour prétexte d’un bûcher, dans lequel elle dit vouloir brûler les derniers souvenirs de son amant, qu’Anne lui prépare. Vient ensuite un moment où elle hésite, envisageant de tout quitter pour suivre son amour, mais renonce, autant par devoir envers son peuple que par dépit envers son amant ingrat. 
La nuit précédant le sacrifice, Mercure, envoyé par Jupiter, visite Énée, le pressant de ne pas différer son départ d'une minute de plus, de crainte que la reine ne se venge de son amour déçu. Énée appareille sur-le-champ, malgré le temps hivernal inclément. Après le départ d’Énée, Didon laisse éclater sa colère de façon plus violente et plus concrète : après avoir chargé Barcé, la nourrice de Sychée, d’aller chercher Anne, Didon escalade le bûcher et se suicide en se laissant tomber sur l’épée d'Énée. Anne accourt, arrive trop tard sur les lieux, et voit s’éteindre Didon, qui a pourtant essayé de se relever par trois fois avant de mourir. Junon délègue Iris, chargée d’ôter la vie à Didon pour mettre fin aux douleurs.

## Analyse
- À partir de minces indices du texte, on estime généralement que le séjour d'Énée à Carthage a duré environ un an.

- La question de savoir si Énée était aussi amoureux de Didon que l'inverse fait parfois débat. Bien qu'Énée proclame son amour et son innocence au moment de son départ comme au moment où il revoit sa bien-aimée aux enfers, les allusions du narrateur à l'amour d'Énée sont rares et subtiles, voire inexistantes, alors que les manifestations et expressions d'amour de Didon pour Énée sont manifestes. Selon la version la plus couramment admise, cependant, Énée prend la décision de quitter Didon à son corps défendant, par respect pour son destin et la volonté des dieux. Déjà Homère rappelait la piété d’Énée dans ses poèmes[réf. nécessaire].

- Selon Timée de Tauroménion, historien grec du IVe siècle av. J.-C., Iarbas, d'un commun accord avec les notables carthaginois, avait pressé Didon de l'épouser peu après la mort de son mari. Or Didon veuve avait fait la promesse de ne jamais se remarier. Elle dit clairement dans le chant IV que ses sentiments pour Énée l’ont éloignée de ce vœu[4]. Pour Virgile, par son suicide, Didon rompt effectivement cette promesse, puisqu'elle périt dans les flammes par amour pour Énée[réf. nécessaire].

- Certains font un parallèle entre Didon et Cléopâtre : les deux sont des reines d'Orient (Didon est d'origine phénicienne) et les deux constituent pour un héros latin (Énée dans le premier cas, Marc Antoine dans le second) une tentation irrésistible de volupté susceptible de l'arracher à ses responsabilités de chef d'un peuple[5]. À noter que l'idylle entre Antoine et Cléopâtre ne précède que de quelques années la rédaction de l'Énéide.

- Virgile fait également référence aux guerres puniques et autres conflits punico-romains (Carthage ayant été l'ennemie irréductible de Rome) lorsqu’il fait dire à Didon :

« Telle est ma prière, telle l'ultime parole que je répands avec mon sang.

Alors, Tyriens, contre sa race, contre toute sa descendance à venir

Exercez votre haine, et faites-en l’offrande à mes cendres.

Nulle amitié, nulle alliance n’existeront entre nos peuples. »

## Influence artistique

### Influence sur Racine
Dans son commentaire sur la traduction de l'Énéide, Jacques Delille fait état de nombreuses images empruntées à ce chant par Racine. Il établit huit parallèles avec Phèdre, quatre avec Andromaque et un chacun avec Bérénice et Bajazet.
Par exemple, Junon s'adresse ainsi à Vénus pour reprocher à celle-ci de s'être alliée à son fils Cupidon pour faire succomber Didon (deux dieux contre une mortelle) : 

« Applaudissez-vous bien de cette heureuse trame :
Deux puissances du ciel triomphent d'une femme! »

Phèdre, à l'acte II de la pièce de Racine, s'exclame semblablement : 

« Ces dieux qui se sont fait une gloire cruelle
De séduire le cœur d’une faible mortelle. »

Ou encore, Didon parle ainsi de son défunt mari Sychée, à qui elle a juré de rester fidèle jusqu'à la fin de ses jours :

« Celui qui le premier reçut jadis ma foi
Dans la tombe emporta le seul bien que j'adore;
Dans la tombe avec lui mon cœur habite encore! »

De même Andromaque (III, 4) jure ainsi sa fidélité à son défunt mari :

« Ma flamme par Hector fut jadis allumée :
Avec lui dans la tombe elle reste enfermée. »

### Autres influences

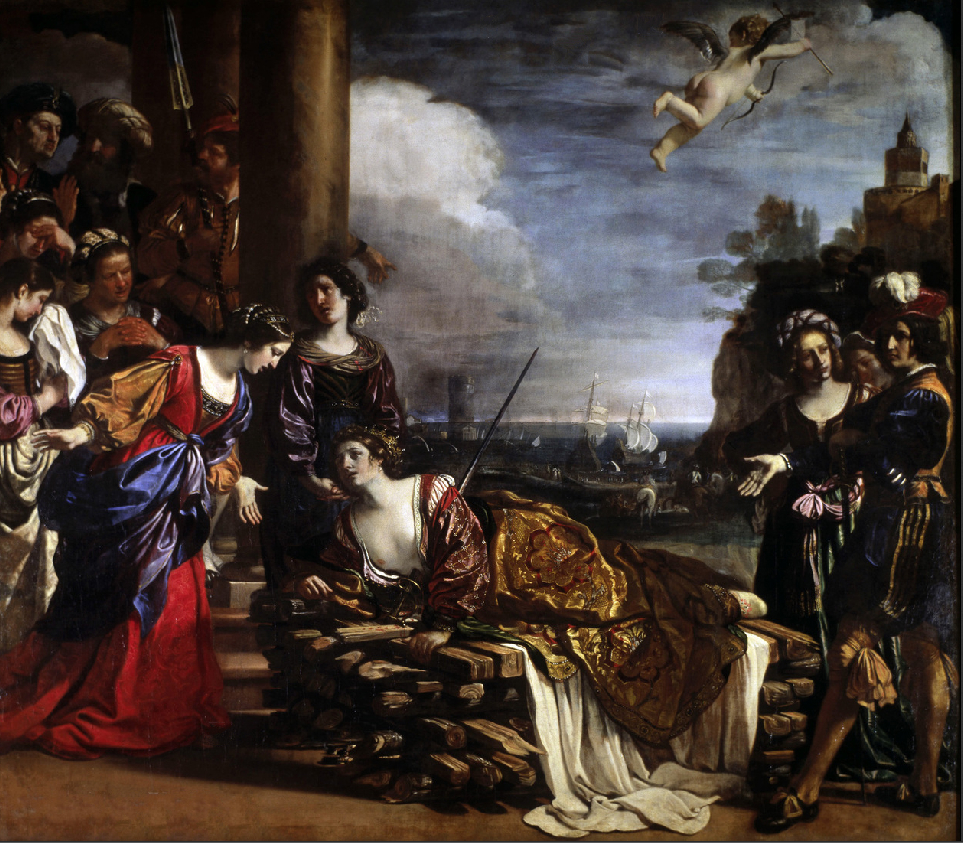
Le Guerchin, La Mort de Didon, 1631.

- La peinture classique a fréquemment représenté divers moments du chant IV, qu'il s'agisse des amours de Didon et d'Énée dans la forêt ou la grotte, ou, plus fréquemment, de la mort de Didon après le départ d'Énée.

- L'opéra Dido and Æneas, composé par Henry Purcell en 1689 sur un livret de Nahum Tate, tire son argument du chant IV. C'est également de ce chant que sont inspirés les actes III à V des Troyens de Berlioz (1858).

- Marguerite Yourcenar a publié en 1925 un court roman dont le titre, Anna, soror..., reprend le début du vers 9 du chant IV. Le roman traite du thème de l'inceste entre un frère et une sœur à Naples, au début du XVIIe siècle.